# Bel canto
Bel canto (italiano para "canto bonito" ou "canção bonita", pronúncia [ˌbɛl ˈkanto]) — com várias construções semelhantes (bellezze del canto, bell'arte del canto) — é um termo com vários significados relacionados ao canto italiano.
A frase não foi associada a uma "escola" de canto até meados do século XIX, quando escritores no início da década de 1860 a usaram nostalgicamente para descrever uma maneira de cantar que começou a diminuir por volta de 1830. No entanto, "nem dicionários musicais nem gerais acharam adequado tentar definir [bel canto] até depois de 1900". O termo permanece vago e ambíguo no século XXI e é frequentemente usado para evocar uma tradição de canto perdida.

## Citações
- "Não há registros na voz humana cantada, quando ela é produzida com precisão. De acordo com as leis naturais, a voz é composta de um registro, que constitui todo o seu alcance."[4]
- "Bel-canto não é uma escola de produção de voz sensualmente bonita.[5] Chegou a ser algo tão reconhecido que a voz, pura e simples, por sua própria composição, ou "colocação", interfere nos órgãos da fala; tornando impossível para um vocalista preservar absoluta pureza de pronúncia na música, bem como na fala. É por causa dessa visão que o princípio de "vocalizar" as palavras, em vez de "dizê-las" musicalmente, se insinuou, em detrimento da arte vocal. Esta falsa posição deve-se à ideia de que a 'Arte del bel-canto' encorajava a mera beleza sensual da voz, mais do que a verdade da expressão."[5]
- "Bel-canto (de que tanto lemos) significava, e significa, versatilidade de tom; se um homem deseja ser chamado de artista, sua voz deve se tornar o instrumento da imaginação inteligente. Talvez houvesse menos casos de especialização vocal se a mania moderna de "produção de voz" (além da verdade linguística) pudesse ser reduzida. Essa busca maravilhosa é, como as coisas estão, um exemplo notável de colocar a carroça na frente dos bois. As vozes são 'produzidas' e 'colocadas' de tal forma que os alunos são treinados para 'vocalizar' (usar jargão técnico) as palavras; isto é, eles são ensinados a fazer um som que é de fato algo parecido, mas não é a palavra em sua pureza. ''Tom' ou som é o que o estudante médio busca, ab initio, e não pureza verbal. Daí a monotonia do canto moderno. Quando se ouve um cantor mediano em um rôle, ouve-se em todos."[6]
- "Aqueles que consideram a arte de cantar como algo mais do que um meio para um fim, não compreendem o verdadeiro propósito dessa arte, muito menos podem esperar cumprir esse propósito. O verdadeiro propósito do canto é dar expressão a certas profundezas ocultas em nossa natureza que não podem ser adequadamente expressas de outra maneira. A voz é o único veículo perfeitamente adaptado a este propósito; só ela pode nos revelar nossos sentimentos mais íntimos, porque é nosso único meio direto de expressão. Se a voz, mais do que qualquer linguagem, mais do que qualquer outro instrumento de expressão, pode revelar-nos as nossas próprias profundezas ocultas e transmitir essas profundezas a outras almas dos homens, é porque a voz vibra diretamente ao próprio sentimento, quando preenche sua missão 'natural'. Por cumprir sua missão natural, quero dizer, quando a voz não é impedida de vibrar para o sentimento por métodos artificiais de produção de tons, esses métodos incluem certos processos mentais que são fatais à espontaneidade. Cantar deve sempre significar ter algum sentimento definido para expressar."[7]
- "O declínio de Bel Canto pode ser atribuído em parte a Ferrein e García que, com um conhecimento perigosamente pequeno e historicamente prematuro da função laríngea, abandonou a percepção intuitiva e emocional dos cantores anatomicamente cegos."[8]
- "A Cultura da Voz não progrediu [...]. Exatamente o contrário aconteceu. Antes da introdução dos métodos mecânicos, todo estudante de voz sério estava certo de aprender a usar sua voz corretamente e desenvolver a medida completa de seus dotes naturais. A instrução mecânica perturbou tudo isso. Hoje em dia, o aluno vocal bem-sucedido é a exceção."[9]